# Зграда старог начелства у Врању
Зграда старог начелства у Врању подигнута је 1908. године за потребе администрације Окружног начелства, према пројекту београдског архитекте Петра Поповића(1873–1945). Представља културно добро од великог значаја.

## Архитектура
Зграда Начелства се састоји из сутерена, приземља и спрата и грађена је као објекат са асиметричном основом, у односу на њено угаоно решење. Условљена положајем на углу улица, зграда поседује асиметричну основу. Монументални угаони ризалит је посебно наглашен, ту је и издигнути главни улаз, заједно са бочним трактовима (различитих основа и димензија условљених обликом парцеле).
Зграда је академски компонована. Декоративна обрада фасаде подражава византијски стил грађења. Доминантни мотиви су преузети из моравске школе (полихромна обрада постигнута наизменичним смењивањем трака у малтеру и редова фасадних опека, розете, лучни отвори, рељефне траке од теракоте, преплети, полуколонете, венци). Унутрашњост је функционално решена. У средишњем делу објекта се налази улазни хол са монументалним степеништем, које води до свечане сале на спрату и из кога полазе ходници за бочне трактове, где су смештене канцеларије.
Обрада ентеријера која је инспирисана српским средњим веком је најбогатија у свечаној сали, улазном холу и на декоративним парапетима степенишне ограде хола – штуко декорација, профилација, полихромија, плафонске површине са украсним бордурама и секо-сцене Паје Јовановића и Уроша Предића са темама из националне историје.
Конзерваторски радови на објекту су рађени 1997. године.